# بتینا اشمیت
بتینا اشمیت (انگلیسی: Bettina Schmidt؛) لژسوار زن اهل آلمان بود.
وی در مسابقات کشوری و بین‌المللی در مجموع برندهٔ ۲ مدال طلا، ۲ مدال نقره شده است.